# Хом, Эверард
Сэр Эверард Хом, первый баронет ЛКО (6 мая 1756, Кингстон-апон-Халл — 31 августа 1832, Лондон) — британский врач и зоолог.

## Биография
Эверард Хом родился 6 мая 1756 года в Кингстон-апон-Халл и получил образование в Вестминстерской школе. После этого он получил стипендию на обучение в Тринити-колледже, Кембридж, но вместо этого решил стать учеником своего зятя, Джона Хантера, в госпитале Св. Георгия. Хантер женился на его сестре, поэтессе и социологе Энн Хом в июле 1771 года. Он помогал Хантеру во многих анатомических исследованиях, а осенью 1776 года частично описал коллекции Хантера. Существуют также доказательства того, что Хом был плагиатором работа Хантера, иногда прямо, иногда косвенно; он также систематически разрушал работы своего зятя, с тем чтобы скрыть доказательства своего плагиата.
Получив квалификацию в Зале хирургов в 1778 году, Хом был назначен ассистентом хирурга в военно-морском госпитале Плимута. В 1787 году он был назначен ассистентом хирурга, а затем хирургом в больнице Святого Георгия. Он стал королевским сержантом-хирургом в 1808 году и хирургом больницы в Челси в 1821 году. Он был произведён в баронеты (на усадьбе Велл Манор в графстве Саутгемптон) в 1813 году.
Эверард Хом стал первым, кто описал ископаемое существо, впоследствии ставшее известным как ихтиозавр, обнаруженное около Лайм-Реджис коллекционером окаменелостей Мэри Эннинг и её братом Джозефом Аннигом в 1812 году. Следуя Джону Хантеру, он первоначально предположил его родство с рыбами. Хом также одним из первых изучал анатомию утконоса и доказал, что это не живородящее животное, предложив назвать его «яйцеживородящим». Хом в основном публиковал работы по анатомии человека и животных. Также он известен тем, что был единственным учёным, изучавшим загадочную находку — Стронсейского монстра.
Он стал членом Лондонского Королевского общества в 1787 году, читая там лекции (Croonian Lecture) в течение 1793—1829 годов и получив за них Медаль Копли в 1807 году.